# Талмуд, Давид Львович
Дави́д Льво́вич Та́лмуд (1900—1973) — советский химик и педагог, член-корреспондент Академии наук СССР.

## Биография
Родился 11 (24) октября 1900 года в Елисаветграде (ныне Кропивницкий, Украина). В 1923 году окончил Одесский химический институт и до 1925 года преподавал в ОГУ. С 1930 года работал в Ленинградском институте химической физики, с 1934 года — в ИБХАН.
Член-корреспондент АН СССР (с 1934). Член ВКП(б) с 1940 года.
Давиду Талмуду принадлежат оригинальные работы в области физической химии поверхностных слоев и коллоидной химии. Особое значение имеют его исследования строения белков. Совместно с С. Е. Бреслером им создана теория строения глобулярной макромолекулы белка и действующих в ней сил.

## Награды и премии
- Сталинская премия третьей степени (1943) — за изобретение препарата специального назначения
- орден Ленина
- орден Отечественной войны I степени (10.6.1945)
- орден Трудового Красного Знамени (19.4.1944)
- медали